# Ochthebius quadricollis
Ochthebius quadricollis es una especie de escarabajo del género Ochthebius, familia Hydraenidae. Fue descrita científicamente por Mulsant en 1844.
Se distribuye por Portugal (Región Autónoma de Madeira). Mide 1,7 milímetros de longitud y su edeago 0,46 milímetros.